# Adefovir
Adefovir là một loại thuốc theo toa được sử dụng để điều trị nhiễm trùng (mạn tính) với virus viêm gan B. Một dạng tiền chất của adefovir trước đây được gọi là bis-POM PMEA, với tên thương mại là Preveon và Hepsera. Nó là một chất ức chế sao chép ngược tương tự nucleotide (ntRTI). Nó có thể được điều chế dưới dạng tiền chất pivoxil adefovir dipivoxil. 

## Công dụng
Nó được sử dụng để điều trị viêm gan B  và nhiễm virus herpes simplex.
Các thử nghiệm của adefovir ở bệnh nhân nhiễm HIV không cho thấy bất kỳ lợi ích rõ ràng nào.

## Lịch sử
Adefovir được phát minh tại Viện Hóa học và Hóa sinh hữu cơ, Viện hàn lâm Khoa học Cộng hòa Séc bởi Antonín Holý, và thuốc được phát triển bởi Gilead Science for HIV với tên thương hiệu Preveon. Tuy nhiên, vào tháng 11 năm 1999, một hội đồng chuyên gia đã khuyên Cơ quan Quản lý Thực phẩm và Dược phẩm Hoa Kỳ (FDA) không phê duyệt thuốc do lo ngại về mức độ nghiêm trọng và tần suất nhiễm độc thận khi dùng liều 60 hoặc 120   mg. FDA đã làm theo lời khuyên đó, từ chối phê duyệt adefovir như một phương pháp điều trị HIV. 
Gilead Science đã ngừng phát triển để điều trị HIV vào tháng 12 năm 1999, nhưng vẫn tiếp tục phát triển thuốc điều trị viêm gan B (HBV), với hiệu quả với liều thấp hơn nhiều (10 mg). Sự chấp thuận của FDA cho việc sử dụng trong điều trị viêm gan B đã được cấp vào ngày 20 tháng 9 năm 2002 và adefovir được bán cho chỉ định này dưới tên thương hiệu Hepsera. Adefovir đã trở thành một điều trị được chấp thuận cho HBV tại Liên minh châu Âu vào tháng 3 năm 2003.

## Cơ chế hoạt động

Adefovir dipivoxil

Adefovir hoạt động bằng cách ngăn chặn enzyme sao chép ngược, một loại enzyme quan trọng để HBV sinh sản trong cơ thể. Nó được chấp thuận để điều trị viêm gan B mãn tính ở người lớn với bằng chứng về sự nhân lên của virus hoạt động và bằng chứng về sự gia tăng dai dẳng của aminotransferase huyết thanh (chủ yếu là ALT) hoặc bệnh hoạt động mô học. 
Lợi ích chính của adefovir so với lamivudine (NRTI đầu tiên được phê duyệt để điều trị HBV) là phải mất nhiều thời gian hơn để virus phát triển đề kháng với nó. 
Adefovir dipivoxil chứa hai đơn vị pivaloyloxymethyl, làm cho nó trở thành một dạng tiền chất của adefovir. 